# حسن بوكرين
حسن بوكرين (1958م-) هو كاتب وأكاديمي مغربي حائز شهادة الدكتوراه في العلوم الاقتصادية من جامعة أوتاوا (كندا). أستاذ في جامعة لورانشن منذ عام 1988، حيث يشغل منصب عميد قسم الاقتصاد فيها. وكان مديراً للمعهد الدولي للسياسات الاقتصادية من عام 2008 إلى عام 2010 في الجامعة نفسها. أستاذ زائر للكثير من الجامعات في أمريكا اللاتينية وأوروبا وأفريقيا. خلال التسعينيات من القرن الماضي كان مستشاراً لمنظمات دولية، مثل الوكالة الكندية للتنمية الدولية، والمركز الدولي للأبحاث التنموية. له عدد من الكتب والدراسات العلمية وبخاصة في مجالات المالية والسياسات الاقتصادية.
صدر له كتاب السُّبل والمُنى في صناعة الفَقر والغِنى في 224 صفحة يُقدّم هذا الكتاب برنامجاً متكاملاً وخطة مُحكمة لنقل مجتمعاتنا العربية من حالة التبعية والتخلف إلى الحرية والإزدهار. إنه كتاب جمع صاحبه فيه مقترحات عملية من أجل تطوير سياسات اقتصادية تُمكّن مجتمعاتنا من القضاء على الفقر واللامساواة وتحقيق العدالة الاجتماعية والتقدم والرفاهية. استطاع المؤلف، من خلال تحليل المسار الاقتصادي للمجتمعات الحديثة ودراسة أنظمتها السياسية، أن يُبيّن أصل العلل كأسباب الفقر والبطالة والتخلف، كما يبيّن في المقابل المُتطلَّبات اللازمة للحصول على الغنى وتوفير التوظيف الكامل وضمان التقدم.بناءً عليه، يوضح الكتاب كيف يمكن الدولة أن تصنع الثروة وتوزعها توزيعاً عادلاً بين جميع أفراد المجتمع، وذلك من خلال استخدام مصرفها المركزي واتباع سياسات اقتصادية واجتماعية معيّنة. كما يشدد على أن استقلالية الحكومة الوطنية وسيادتها في المجال المالي أمران أساسيان من شأنهما إزالة كل القيود على الموازنة وتمكين الحكومة من تمويل كل المشاريع التنموية، بدءاً بالاستثمار في البنية التحتية، مروراً بسياسة التوظيف الكامل، وصولاً إلى الاستثمار في التعليم والبحث العلمي والابتكار من أجل تحقيق التقدم التكنولوجي والصناعي.
يتضمن الكتاب سبعة فصول، فضلاً عن المقدمة والمراجع والفهرس.
- تكمن أهميّة هذا الكتاب (المستند إلى أكثر من 359 مرجعاً) في كونه:
- يُظهِر جوهر النيوليبراليّة من خلال فلسفتها وممارستها في أرض الواقع.
- يتناول في فصوله السبعة الأبعاد الأساسية التي استندت إليها الرأسمالية في صناعة الفقر والغنى على الصعيد العالمي.
- لا يكتفي بمحاججة النيوليبراليين فحسب، بل أيضاً أولئك الذين كانوا من مناهضيها وارتموا في أحضانها تحت مسمّيات وعناوين وذرائع مختلفة.
- لا يكشف عورات الرأسماليّة فقط، إنّما يقترح الحلول للأزمات التي خلقتها.[4]

## مؤلفاته
- السُّبل والمُنى في صناعة الفَقر والغِنى[2][3]